# Kukoma Ntopwa Super Queens
Les Kukoma Ntopwa Super Queens sont un club féminin de football malawite basé à Blantyre.

## Histoire
Le club est fondé en 2003. En 2018, il remporte le championnat de la Southern Region.
En 2023, Ntopwa atteint pour la première fois la finale du championnat après avoir éliminé le DD Sunshine en demi-finale. Face à l'Ascent Academy, le club s'impose aux tirs au but (1-1, 5-3). Ntopwa se qualifie ainsi pour la Ligue des champions du COSAFA 2023.
En 2025, le club retrouve le titre en battant cette fois-ci les Silver Strikers en finale (1-1, 4-3t. a. b.).

## Palmarès
Championnat du Malawi
- Champion en 2022-2023 et 2024-2025
- Vice-champion en 2014-2015[7]

Southern Region WFL
- Champion en 2018[8]